# Jelovo
Jelovo este o localitate din comuna Radeče, Slovenia, cu o populație de 147 de locuitori.